# 井上快雪
井上 快雪（いのうえ かいせつ）は、幕末から明治時代にかけての徳山藩士、漢学者。諱は光弼。家格は馬廻で、禄高は75石。

## 生涯
文化8年（1811年）、徳山藩士・井上之祐の長男として生まれる。快雪の生まれた井上家は安芸井上氏の一族で、井上元有の次男・就正の流れをくみ、徳山藩士としての家祖は井上就正の孫である井上家正である。
藩校の鳴鳳館で本城紫巌に学んだ後に肥後国に遊学し、熊本藩の時習館教授・辛島塩井に師事した。さらに大坂で大塩平八郎、京都で中島棕隠に学んだ。
嘉永4年（1851年）に大目付に挙げられ、嘉永5年（1852年）12月に評定役兼代官役に進んだ。嘉永年間に入って情勢が大きく変わったことで、詩経由来である「鳴鳳館」の字義が激動の情勢に合わないとして、藩校改称の論議が起こったため、嘉永5年（1852年）12月1日に大学を由来とする「興譲館」と選定した。興譲館の初代教授は鳴鳳館の教授である福間青海が引き続き務めて学問の振興を図ったが、藩財政が伴わなかったことから福間青海は安政元年（1855年）7月に反対派の譴責を受け、それに関連して快雪も安政2年（1856年）1月に評定役代官を罷免された。安政3年（1857年）9月に再び目付として登用され、安政6年（1860年）3月には密用掛代官に上ったが、尊王攘夷論が盛んとなり文久3年（1863年）5月に罷免された。
元治元年（1864年）7月19日の禁門の変の後、徳山藩内においても社稷を守るために藩士の意見が対立し、幕府恭順を唱える「俗論派（保守派）」と対幕抗戦を説く「正義派」の抗争が起こった。快雪は富山源次郎、本多和多理、飯田厚蔵、梅地央、熊谷志登美らと共に「俗論派」に属して藩政を掌握し、徳山七士ら「正義派」の諸士を粛清した。また、同年10月には評定役に復帰する。
元治元年（1864年）12月15日、長州藩において高杉晋作らによる功山寺挙兵が起こり、慶応元年（1865年）1月の絵堂の戦いによって長州藩の藩論の形勢は逆転した。これにより、長州藩は藩政を改革すると共に、徳山藩に対しても藩論の統一と「俗論派」の追放を迫ったため、快雪らは見島への流罪となった。
明治4年（1871年）5月、徳山藩の藩知事・毛利元蕃は廃藩置県に先んじて藩知事を辞任し、その所領を本家の山口藩（長州藩）に返還した。徳山藩の廃藩によって見島の快雪らは赦免され、徳山において風月を友としつつ子弟を教える生活を送った。
明治18年（1885年）4月19日に病死。享年75。徳山の上田平墓地に葬られた。